# Lumke Thoole
Lumke Thoole, född okänt år, död efter 1725, var en nederländsk sjöman. 
Hon rymde från sin make och värvade sig som sjöman utklädd till man 1723 på ett skepp på väg till Batavia i Nederländska Ostindien. Hon upptäcktes och landsattes i Kapkolonin, där hon gifte sig med en köpman. När hennes make anlände till kolonin avslöjades hon som bigamist, vilket blev föremål för en rättsprocess.